# Mineko Iwasaki

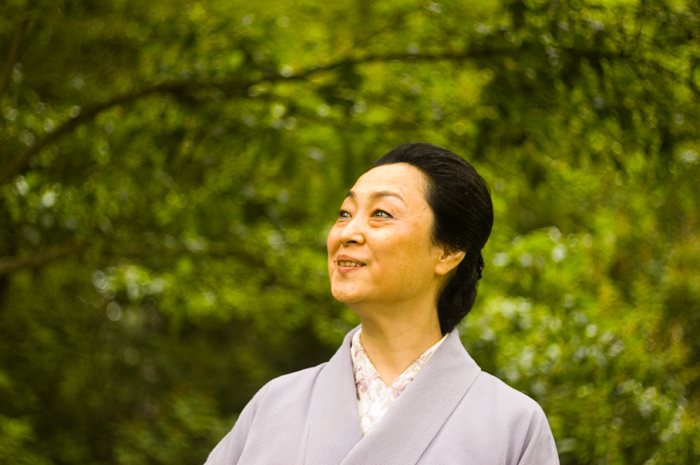

Mineko Iwasaki (岩崎峰子 Iwasaki Mineko), född 2 november 1949 som Masako Tanakaminamoto i Yamashina, en förort till Kyoto. Hon är 1900-talets mest hyllade geisha.

## Hennes karriär
Mineko Iwasaki flyttade till okiyan Iwasaki i Gion-distriktet när hon var fem år, och började sin utbildning den 6 juli det år hon fyllde 6 år, i enlighet med traditionerna. Hon "adopterades" av okiyans ägare Oima och blev då utsedd till Iwasaki-okiyans atotori. På så sätt ärvde hon namnet Iwasaki.
Mineko Iwasaki blev en maiko när hon var 15 år, och blev snabbt den populäraste maikon i Gion. Hon blev geiko när hon var 21 år och hade vid den tiden fått ett rykte som Japans bästa danserska, men drog sig tillbaka vid toppen av sin karriär när hon var 29 år. Numera lever hon ett vanligt liv i Kyoto med man och barn. Hennes berättelse har legat som grund för boken En geishas memoarer (Memoirs of a Geisha) av Arthur Golden och hon har skrivit en egen bok, Jag, en geisha (Geisha, A Life).

## En geishas memoarer
Författaren Arthur Golden intervjuade Iwasaki under sin research inför sin roman En geishas memoarer (Memoirs of a Geisha). Golden namngav henne i eftertexten där han tackade henne, trots att han lovat att hålla hennes identitet hemlig. På grund av bland annat detta var Iwasaki inte nöjd med boken och en del av det kom säkerligen från det faktum att han på ett eller annat sätt manipulerat hennes historia. Huvudpersonen i boken, Sayuri, är helt klart byggd på Iwasaki. Även många av bokens andra huvudpersoner och händelser kommer från Iwasakis eget liv. Dessa personer och händelser är ofta porträtterade som negativa i Arthur Goldens bok, trots att Iwasakis egna upplevelser var positiva.
Mineko Iwasaki kände sig förrådd av hans användande av information som hon ansåg vara konfidentiellt och anklagade boken för att vara en dålig beskrivning av en geikos liv. Ett exempel är att i boken auktionerades Sayuris oskuld ut till den högsta budgivaren. Denna del blev Iwasaki särskilt förödmjukad av. Hon har deklarerat inte bara att detta aldrig hände henne, utan även att ingen sådan tradition existerade i Gion.
Mineko Iwasaki stämde Arthur Golden för avtalsbrott och ärekränkning. Han valde att göra upp utanför rättssalen i februari 2003.

## Jag, en geisha
Mineko Iwasaki bestämde sig för att skriva en egen biografi i ett försök att berätta sanningen om geishavärlden. Den blev publicerad under titeln Geisha, A Life i USA och Geisha of Gion i Storbritannien och är översatt till svenska under titeln Jag, en geisha. Den blev en bästsäljare och har sålt i flera miljoner exemplar över hela världen.

## Böcker
- Iwasaki, Mineko (2003). Geisha, A Life, Washington Square Press. ISBN 0-7434-4429-9.
- Iwasaki, Mineko (2005). Jag, en geisha, Bra böcker AB. ISBN 91-7002-222-4